# D'une jeunesse européenne

D'une jeunesse européenne est un essai d'André Malraux qui entre en résonance avec celui d'André Chamson, qui publie en 1927 dans le même recueil de textes Écrits, L'Homme contre l'Histoire.